# 國立科學搜查研究院
國立科學搜查研究院（韓語：국립과학수사연구원），簡稱國科搜，為大韩民国內政部門行政安全部的法醫學研究機關。負責科學搜查、鑑識，及法醫解剖等工作。

## 歷史
1955年3月25日，國立科學搜查研究所成立，隸屬內務部。2010年8月10日，升格為國立科學搜查研究院。2013年12月12日，遷至江原道原州市現址。

## 年表
- 1955年3月25日：國家內政部下設國家科學研究所。
- 1963年8月25日：遷至首爾特別市鐘路區淸雲洞（英语：Cheongun-dong）
- 1977年2月20日：遷至西大門區乙支路
- 1986年9月：遷至新月洞（英语：Sinwol-dong）。
- 2010年8月13日：升格為國家科學研究院。
- 2013年3月23日：改隸安全行政部。
- 2013年12月12日：遷至江原道原州市現址。
- 2014年11月19日：改隸行政自治部。
- 2017年7月26日：行政自治部和國民安全處合併為行政安全部，改隸行政安全部。

## 外部連結
- 國立科學搜查研究院官方網站

37°19′49″N 127°58′27″E / 37.33028°N 127.97417°E